# Бадулла
Баду́лла (синг. බදුල්ල, там. பதுளை) — город в центральной части Шри-Ланки, административный центр провинции Ува и одноимённого округа. Население — ок. 43 000 человек (2004). Город находится примерно в 230 км от Коломбо и в 100 км от Канди, на высоте 680 м над уровнем моря.
Известен как место рождения выдающегося британского арабиста Гарри Филби.

## Климат
Город почти со всех сторон окружен рекой Бадулла и горами. В результате в городе и его окрестностях создается особый микроклимат, характеризующийся высокой влажностью и частыми густыми туманами, а также относительно невысокими для данного региона средними температурами. Относительная влажность воздуха в дневное время в Бадулле в течение года колеблется от 58 % в июле до 85 % в декабре..
| Показатель | Янв.  | Фев. | Март  | Апр.  | Май  | Июнь | Июль | Авг. | Сен. | Окт.  | Нояб. | Дек.  | Год    |
| --- | ----- | ---- | ----- | ----- | ---- | ---- | ---- | ---- | ---- | ----- | ----- | ----- | ------ |
| Средний суточный максимум, °C | 24,8  | 26,8 | 29,2  | 29,1  | 30,5 | 31,0 | 31,3 | 30,2 | 30,6 | 29,8  | 26,1  | 25,1  | -      |
| Средняя температура, °C | 21,9  | 23,3 | 24,4  | 25,4  | 25,9 | 26,0 | 25,6 | 25,3 | 25,5 | 25,0  | 23,1  | 22,8  | 24,5   |
| Средний суточный минимум, °C | 16,3  | 15,5 | 17,5  | 18,7  | 19,5 | 18,9 | 18,7 | 18,8 | 19,3 | 18,8  | 18,7  | 18,8  | -      |
| Норма осадков, мм | 198,7 | 52,1 | 137,8 | 199,2 | 98,1 | 50,8 | 36,3 | 83,1 | 79,7 | 328,6 | 276,9 | 310,7 | 1851,9 |
| Источник: средний максимум и минимум - данные за 2009 г., осадки - данные за 2004-2009 гг., средняя температура — статистика за 1961—1990 гг. по данным Департамента переписи и статистики Шри-Ланки |       |      |       |       |      |      |      |      |      |       |       |       |        |

## Население
Численность населения Бадуллы по данным на 2004 г. составляет 42.9 тыс. человек. Национальный состав распределен следующим образом: сингалы — 72 %, шри-ланкийские тамилы — 3,8 %, индийские тамилы 18 %, муры (арабы) — 5 %, бюргеры — 0,1 %, малайцы — 0,2 %.
Около 72 % населения Бадуллы исповедует буддизм, 20 % — индуизм, 5 %- ислам, 1,7 % — католицизм, 0,7 % — другие направления христианства..
Динамика численности населения Бадуллы 1891—2001 гг.
| Год                | 1891 | 1901 | 1911 | 1921 | 1931 | 1946 | 1953 | 1963 | 1971 | 1981 | 2001 |
| ------------------ | ---- | ---- | ---- | ---- | ---- | ---- | ---- | ---- | ---- | ---- | ---- |
| Численность (тыс.) | 5,0  | 5,9  | 6.5  | 8.1  | 9.9  | 13.4 | 17.0 | 27.1 | 35.5 | 33.1 | 41.0 |